# 随意運動
随意運動（voluntary movement、ずいいうんどう）とは、生物の行う運動の中でも、自己の意思あるいは意図に基づく運動のことをいう。自己の意思によらない、あるいは無関係な運動は不随意運動あるいは反射運動と呼ばれる。
具体的な随意運動は飛翔、歩行、走る、水泳、匍匐などがある。人間に限った例では発声・発音も含まれる。

## 随意運動の種類
この項目では特段の断りが無い限り人間の行う随意運動について述べる。

### 手や腕に関する運動
- 握る（掴む・持つ）
- ハンドサイン（指差し）
- 投擲（投げる・転がす）
- 殴る

### 足や腰に関する運動
- 立つ
- 歩行
- 走行
- 跳躍（跳ぶ）
- 座る（しゃがむ）
- 蹴る（キック）

### 顔や首に関する運動
- うなずく
- 視線の移動（顔と眼球の向きを変える）
- 噛む（咀嚼・咥える）
- 飲む

### 全身を使う運動
- 伏せる（匍匐）
- 水泳
- 引く
- 発声（発音）

### 随意ではあるが不随意に起こる運動
随意に制御することができるが、生命維持や体の保護に必要な運動のため不随意に起こる運動には次のようなものが当てはまる。
- 呼吸
- まばたき

## 随意運動の不能
疾患や障害のなかには、随意運動を不能とさせるものがあり、随意運動が可能かどうかは診断に対する重要な指標となる。随意運動が不能である場合、先述した発現のメカニズムの経路中になんらかの異常があるものと推測できる。
また、日本では酒に酔った状態(酩酊)においては、随意運動が不能あるいは満足にできなくなることから医学的にも危険な状態にあり、道路交通法により車両の運転が禁止されている。飲酒検問では、警察官が起立した状態で静止できるか、線上を直線的に歩行できるかなどを確認し、これらが不能であった場合、運転能力を欠く状態で運転したとされ酒酔い運転として罪を問われる。
感電によって、一時的に随意運動が不能となる場合もある。筋肉に電流が流れることで、自己の意思とは無関係に収縮し、硬直する。強い電流により筋細胞や腱、骨の強度を超えて筋肉が収縮した場合、これらを変形・破壊するほどの収縮を起こすことがある、この場合後遺症として随意運動の不能が続く例もある。
後遺症や疾患、障害により随意運動が不能あるいは満足にできなくい状態であってもリハビリテーションによる訓練を行うことで、本来の運動能力が回復したり、ある水準まで改善することがある。